# Édouard-H. Léger
Pour les articles homonymes, voir Léger.
Édouard H. Léger (1866-1892) était un médecin et un homme politique canadien du Nouveau-Brunswick.

## Biographie
Édouard H. Léger naît le 23 avril 1866 à Grande-Digue, au Nouveau-Brunswick. Il suit des études au Collège Saint-Joseph de Memramcook puis obtient un Doctorat en médecine à l'université de Détroit, aux États-Unis le 20 mars 1888.
Il retourne en Acadie et commence à pratiquer la médecine au printemps 1888 dans un cabinet qu'il ouvre à Bouctouche. Parallèlement, ll se lance ensuite en politique et est élu député fédéral conservateur de la circonscription de Kent le 31 juillet 1890 en remplacement de Pierre-Amand Landry, qui avait démissionné. Il est réélu aux élections suivantes en battant Olivier Leblanc, mais décède durant son deuxième mandat, le 8 août 1892 à Grande-Digue.